# Český design počátku 21. století
Český design počátku 21. století je charakterizován souborem aktivit, které se vztahují k území státu. Aktivity jsou systematicky předloženy buď formou výběru těch podstatných, nebo tam, kde to není rozhodující jen formou příkladů. Termín „design“ je zde použit pro zastřešení jak sériové průmyslové produkce, tak originálové tvorby (umělecké řemeslo). Některé z uvedených aktivit jsou rozvedeny v samostatných článcích.
V prostoru českého designu počátku 21. století je charakteristický vzrůst počtu škol, které se mu věnují a návazně i uplatnění jejich absolventů v praxi. Český design však přišel zrušením Designcentra o státní podporu, včetně vydávání specializovaného periodika a chybí mu výzkumná pracoviště s přirozenou autoritou poskytující odborné konzultace veřejnosti, zejména v mimoestetických otázkách průmyslového a informačního designu.
Tento článek neobsahuje jména tvůrců designu, neboť jejich výběr by nemohl být dostatečný ani objektivní. Jejich medailonky je třeba hledat pomocí kategorie:Čeští designéři.

## Historie
Chronologie vybraných událostí umožňuje vnímat časové souvislosti.
- 1999 Založení přehlídky Designblok v Praze
- 2000 Vznik aktivity Jiná priorita v benešovském muzeu designu (výzkum, sbírka a prezentace sociální reklamy)
- 2001 Dokončení rekonstrukce a otevření budovy Uměleckoprůmyslového muzea MG v Brně
- 2001 Institut ID vydal první komplexní českou učebnice a slovník globální vizuální komunikace.
- 2003 Vznik neziskové organizace Czechdesign.cz
- 2005 Výstava DC ČR: Sny – cesty – realita: Český design 1990 – 2005, NG v Praze, Essen, Brusel, Vídeň
- 2005 Výstava ke 120. výročí založení VŠUP v pražském Mánesu
- 2005 Seminář o metodách výuky na uměleckých školách v pražském Mánesu
- 2005 Založeno kreativní centrum – galerie SUPERMARKET WC Karlovy Vary
- 2005 Kniha a výstava 100 ikon českého designu
- 2006 Založení Cen Czech Grand Design
- 2007 Politická likvidace Design centra České republiky (zal. 1990)
- 2007 Ukončení akcí DC: Národní cena za design, Vynikající výrobek roku, Český interiér, Česká židle, Studentský design ad.
- 2007 Ukončeno vydávání periodika DesignTrend a tvorby TV pořadu Design Trend
- 2007 Vědecká společnost pro ergonomii (ČES) poprvé udělila Českou cenu za ergonomii designu.
- 2007 Založen on-line magazín DesignMag
- 2007 Otevření magisterského studia Dějiny a teorie designu a nových médií posilujícího specializaci teorie designu (UMPRUM)
- 2008 Vznik Design Cabinetu CZ a založení informačního webu Designcabinet.cz
- 2008 Založení soutěže Národní cena za studentský design, pokračování soutěže Design centra ČR Studentský design
- 2009 Fakulta architektury ČVUT Praha otevřela studijní obor Průmyslový design.
- 2009 Pokus o znovuoživení časopisu Umění a řemesla
- 2010 Sympozium komfort designu hromadné dopravy, Vysoká škola uměleckoprůmyslová v Praze
- 2011 Ukončení činnosti zlínské pobočky Vysoké školy uměleckoprůmyslové (zal. 1960)
- 2011 Společnost Happy Materials otevřela českou pobočku knihoven materiO Prague.
- 2012 Národní technické muzeum Praha otevírá svou první stálou expozici designu „Technika v domácnosti“.
- 2013 Vznik magazínu o materiálech a designu Material Times
- 2014 Vydání Antologie Věci a slova. Umělecký průmysl, užité umění a design v české teorii a kritice 1870–1970. UMPRUM Praha
- 2015 Ukončení činnosti české pobočky International Institute for Information Design (zal. 1990)
- 2015 Vznik Think-tanku Institut inteligentního designu
- 2016 Otevření Retromuzea GVU Cheb
- 2016 UPM vydává přehlednou monografii Design v českých zemích 1900-2000 (Knobloch I. a Vondráček R. eds.)
- 2017 Politický útok na Muzeum umění a designu Benešov vedl k likvidaci stálých expozic designu a přerušení systematické akviziční činnosti (zal. 1990)
- 2017 Institut inteligentního designu založil facebook a začal s vydáváním občasníku DESIGN 4.0 – MEZIČAS
- 2018 Výstava Avant-Garde v Brně (kurátoři Macek, Zielinská, Press, Chrobák)
- 2018 Společnost Egoé Plus vydala první číslo Magazínu 519
- 2018 Univerzita Tomáše Bati ve Zlíně vydala první číslo magazínu ZUD (Zlin University Design)
- 2021 Uměleckoprůmyslové muzeum v Brně otevřelo nový koncept expozic ART DESIGN FASHION
- 2022 Ukončena činnost Muzea skla Portheimka v Praze (zal. 2017)
- 2022 Moravská galerie ukončila pořádání Mezinárodního bienále graf. designu Brno (zal. 1960)
- 2023 Otevření stálých expozic Uměleckoprůmyslového muzea v Praze

## Školy

### Vysoké školy
Podle zdroje:
České vysoké školy připravují designéry na jejich povolání pouze formou ateliérové výuky, která není optimální pro získání univerzální profesionality, jakou zakázková praxe většinou vyžaduje.
- Vysoká škola uměleckoprůmyslová, Praha[2]
- Ústav designu Fakulty architektury, České vysoké učení technické, Praha
- Ústav designu Strojní fakulty, Vysoké učení technické, Brno
- Fakulta výtvarných umění, VUT Brno
- Fakulta multimediálních komunikací, Univerzita Tomáše Bati, Zlín
- Fakulta umění a designu, Univerzita J. E. Purkyně, Ústí nad Labem
- Fakulta designu a umění Ladislava Sutnara, Západočeská univerzita, Plzeň
- Univerzita Hradec Králové[3]
- Fakulta umění, Ostravská univerzita, Ostrava
- Vysoká škola báňská, Ostrava
- Ústav designu, Fakulta dřevařská, Mendelova univerzita, Brno
- Fakulta textilní, Technická univerzita Liberec
- Fakulta umění a architektury, Technická univerzita Liberec

## Profesní sdružení (spolky) ad. organizace
Profesní sdružení podporují zájmy tvůrců, výrobců, případně oboru jako celku a různým způsobem tak nahrazují podporu státu, který se jí zrušením Designcentra počátkem století zřekl.
Podle zdroje:
- Asociace českého průmyslového designu sdružuje české průmyslové firmy za účelem podpory designu.
- Asociace užité grafiky a grafického designu je profesním sdružením umělců.
- Asociace designérů. Spolek sdružující české designéry.
- Asociace designérů Moravy. Spolek sdružující české designéry.
- Czechdesign. Spolek a společnost s ručením omezeným podporující start mladých designérů v praxi. Vede Jana Vinšová.
- Design Cabinet CZ. Spolek slouží jako servisní tým pro designéry, podnikatele, firmy, média, studenty a školy všech stupňů a typů. Design Cabinet CZ  spolupracuje se státními institucemi, nevládními organizacemi, odbornými sdruženími, spolky, skupinami a firmami i jednotlivými designéry a zájemci o design. Pořádá odborné designérské soutěže, navazuje na činnost zrušeného Design centra ČR. Vede Lenka Žižková.[5]
- Design Corporation s.r.o. provozuje on-line magazín, e-shop s designem, videoportál a agenturu nabízející profesionální služby v oblasti designu. Od roku 2014 pořádá také designérskou přehlídku Prague Design Week.
- Institut informačního designu. Česká pobočka International Institute for Information Design podporovala vzdělávání a osvětu v oblasti praktické globální vizuální komunikace. Ukončila činnost 2015.
- Institut inteligentního designu. Think tank zaměřený na komplexní interdisciplinární vnímání designu.
- Profil Media. Agentura zaměřená na propagaci a produkci designu. Organizuje např. akce Czech Grand Design a Designblok.
- Unie grafického designu. Profesní sdružení grafických designérů a typografů České republiky.
- Unie profesionálních designérů. Profesní sdružení.

## Sbírky
Vzhledem k tomu, že velké procento produkce předmětů má designový charakter, nachází se design ve většině sbírek muzejní povahy, tedy zejména ve sbírkách obecně zaměřených vlastivědných muzeí. Grafický design pak také v knihovnách a archívech. Velmi aktuální je hledat design ve sbírkách techniky. Soustředěná pozornost je pak věnována designu v obecných a specializovaných sbírkách uměleckého řemesla a průmyslového designu. Zvláštní formu představují sbírky komplexních muzejních expozic architektonických památek. Svébytným způsobem přispívají k akvizici soukromé specializované sbírky (zejména techniky), které jsou mnohdy veřejně přístupné. Jde jednak o firemní sbírky, jednak o osobní sběratelské kolekce.

### Veřejné umělecko-průmyslové sbírky (výběr)
- Sbírky Uměleckoprůmyslového muzea, Praha
- Sbírky Moravské galerie, Brno[6]
- Sbírky Národního technického muzea, Praha
- Sbírky Severočeského muzea, Liberec
- Sbírky Západočeského muzea, Plzeň
- Sbírky Slezského muzea, Opava
- Sbírky Muzea umění, Olomouc
- Sbírky Muzea umění a designu, Benešov[7]

### Specializované veřejné umělecko-průmyslové sbírky (výběr)
- Sbírky Muzea literatury, Praha
- Sbírky Muzea městské hromadné dopravy v Praze
- Sbírky Muzea skla a bižuterie, Jablonec nad Nisou

### Specializované soukromé umělecko-průmyslové sbírky (příklady)
- Sbírky Muzea Moser, Karlovy Vary (sklo)
- Sbírky Škoda Muzea, Mladá Boleslav (automobily značky Škoda)
- Muzeum hraček Ivana Steigera, Pražský Hrad

## Stálé expozice (příklady expozic designu 20. století)
- Cesty k designu. Zámek Kamenice nad Lipou (UPM)
- Český kubismus, Dům u Černé Matky Boží, Praha (UPM)
- Hledej hračku. Zámek Kamenice nad Lipou (UPM)
- Moravská galerie, Brno
- Muzeum umění a designu, Benešov (do r. 2017)
- Muzeum porcelánu, Klášterec nad Ohří (UPM)
- Muzeum textilu v České Skalici (UPM)
- Národní technické muzeum, Praha
- Retromuzeum Galerie výtvarného umění, Cheb[8]
- Uměleckoprůmyslové muzeum, Praha

## Výstavní síně (výběr)
Vedle specializovaných výstavních síní vystavují nepravidelně design i mnohá muzea umění a muzea další.
- Galerie SUPERMARKET WC, Karlovy Vary[9]
- Galerie Kvalitář, Praha
- Galerie UM, Vysoká škola uměleckoprůmyslová, Praha[10]
- Kabinet designu Muzea umění a designu, Benešov (do roku 2017)
- Výstavní prostor stálé expozice designu Národního technického muzea, Praha
- Výstavní prostory uměleckoprůmyslového muzea v Brně
- Výstavní síň Retromuzea, Galerie výtvarného umění, Cheb

## Nakladatelství (příklady)
Nejvýraznějšími vydavateli jsou vzdělávací instituce specializované na design.
- Uměleckoprůmyslové muzeum, Praha[11]
- Vysoká škola uměleckoprůmyslová, Praha[12]
- Moravská galerie, Brno
- Národní technické muzeum, Praha

## Odborné knihovny
Vzhledem k existenci povinných výtisků lze českou literaturu zaměřenou na design nalézt také v centrálních knihovnách.
- Knihovna Uměleckoprůmyslového muzea, Praha
- Knihovna Vysoké školy uměleckoprůmyslové, Praha[13]
- Knihovna a archív informačního designu Muzeum umění a designu Benešov (do r. 2017)

## Historici, teoretici a odb. manažeři designu (Výběr osobností počátku 21. století)
Rozdělit odborníky specializované na design nelze jednoznačně. Převažují historici umění, kteří se částečně podle potřeby zabývají také obecnou teorií designu.

### Historici
- Milan Hlaveš se zabývá historií skla.
- Jiří Hulák se zabývá historií designu technických produktů.
- Lada Hubatová – Vacková
- Vít Jakubíček
- Helena Jarošová se zabývá historií oděvní tvorby.
- Daniela Karasová se zabývala zejména historií nábytku.
- Dagmar Koudelková
- Iva Knobloch se zabývá zejména historií grafického designu.
- Daniela Kramerová
- Jiří Macek
- Kateřina Nováková
- Martina Pachmanová
- Jana Pauly se zabývá historií designu technických produktů.
- Pavla Pečínková
- Jaroslav Polanecký
- Jan Rous se zabývá historií grafického designu.
- Marta Sylvestrová se zabývá historií grafického designu.
- Jiří Šetlík se vedle volného umění zabýval také historií designu.
- Jana Vinšová
- Radim Vondráček
- Lenka Žižková se zabývá historií designu a dokumentací studentského designu na českých školách.

### Teoretici
Teoretiků, kteří se soustředěně zabývají obecnými problémy designu je méně a jsou mnohdy dále specializovaní.
- Tomáš Fassati se zabývá vztahy mezi funkčností, ergonomií a etikou. Ve vazbě na teorii komunikace také funkčností informačního designu a taxonomií umění.
- Helena Jarošová se zabývá sociologií a ergonomií oděvní tvorby.
- Jan Michl se zabývá vztahem formy a funkcí designu a také vývojem pedagogiky oboru.
- Martina Pachmanová se zabývá filosofií designu. Pedagogicky působí na VŠUP Praha.
- Klára Peloušková se zabývá filosofií designu. Pedagogicky působí na VŠUP Praha.
- Lenka Žižková se zabývá teorií a sociologií kultury bydlení, tvorbou obytného prostředí.

### Odborní manažeři
- Anna Fassatiová, je spoluzakladatelkou Muzea umění a designu Benešov, které bylo známé alternativními formami edukace v oboru design.
- Marcel Fišer, historik umění, je ředitelem GAVU Cheb, která založila Retromuzeum.[14]
- Tomáš Hendrych je ředitelem společnosti matériO, která založila pražskou knihovnu materiálů a vydává Material Times.[15]
- Karel Kobosil, designér, byl ředitelem Design Centra ČR. https://www.designatak.cz/nasi-designeri/karel-kobosil
- Helena Königsmarková, historička umění, je dlouholetou ředitelkou Uměleckoprůmyslového muzea v Praze, které vystavělo nový depozitář a zrenovovalo svou historickou budovu.[16]
- Veronika Loušová, designérka, byla spoluzakladatelkou a hybnou silou sdružení Czechdesign v letech 2003-2010 https://designbymama.cz/zivotopis-lousova-veronika/ V současné době se věnuje navrhování interiérů a designu specifických kuchyní pro slabozraké a nevidomé https://designbymama.cz
- Jan Press, historik umění, je ředitelem Moravské galerie v Brně, která zatraktivnila fungování Uměleckoprůmyslového muzea.
- Jindřich Smetana, architekt, byl inspirativním dlouholetým rektorem VŠUP v Praze.
- Jana Vinšová, teoretička designu, je manažerkou sdružení Czechdesign https://www.czechdesign.cz/temata-a-rubriky/otevirame-chram-designu-reditelka-czechdesignu-jana-vinsova-a-pribeh-vzniku-noveho-obchodu-v-myslikove-5
- Tereza Vlašímská, designérka, je zakladatelkou a manažerkou polyfunkčního centra designu SUPERMARKET WC v Karlových Varech.
- Radim Vondráček, historik umění, je hlavním kurátorem UPM v Praze, které otevřelo nové stál expozice užitého umění.
- Jindřich Vybíral, historik umění je rektorem VŠUP, který podnítil vznik magisterského studia teorie soustředěné na design.
- Jana Zielinski, je ředitelka agentury Profil Media, která je pořadatelem cen Czech Grand Design a přehlídky Design Blok.
- Lenka Žižková, historička umění, je zakladatelkou a hlavní manažerkou Design Cabinetu, který organizuje Národní cenu za studentský design.
- Josef Mištera, výtvarník, byl zakladatelem a dlouholetým děkanem Fakulty designu a umění Ladislava Sutnara, Západočeské univerzity v Plzni.
- Karel Ksandr, historik, je ředitelem Národního technického muzea v Praze, které zřizuje sbírky a expozice designu.[17]

## Ocenění
V oblasti užité tvorby existuje na rozdíl od tvorby volné větší množství různých ocenění. Při jejich výběru však (s výjimkou České ceny za ergonomii) bývá odborně posuzována pouze estetika.
- Czech Grand Design
- Česká cena za ergonomii
- Národní cena za studentský design
- Nejkrásnější kniha roku

## Přehlídky designu
- Bienále grafického designu Brno (ukončeno 2017). Mezinárodní grafický design.
- Designblok. Přehlídka zejména českého designu.
- Kalendář roku. Grafický design kalendářové produkce.
- Mercedes Benz Prague Fashion Week. Oděvní tvorba.
- Nejkrásnější kniha roku. Grafický design české knižní produkce.
- Nový (z)boží. Národní cena za studentský design. Design studujících.
- Prague Design Week. Přehlídka designu.
- Czech Design Week. Přehlídka designu.
- Zlin Design Week. Přehlídka designu.
- Plzeň Design Week. Přehlídka designu.
- Mint Market (Praha, Brno, Plzeň …ad.)

## Obchody (příklady)
Kromě samostatných specializovaných obchodů existují v mnoha muzeích malé muzeum-shopy zaměřené na design. Designová produkce je přirozenou součástí většiny obchodů, zde proto uvádíme jen příklady prodejen soustředěných na design přímo soustředěných.
- Czechdesign
- DesignBuy.cz
- QUBUS, Praha
- Modernista, Praha
- Papírnictví Papelote, Praha[18]

## Ediční činnost (výběr)
Výběr ediční činnosti českých nakladatelstvích zaměřených na české autory, jejichž práce se vztahují k designu komplexněji.
- Bruthansová, Tereza: Český design 01, Prostor, Praha, 2007
- Dědic, Filip; Slunečková, Eva: Co je to – design a výzkum? Czechdesign, Praha, 2016, 70 s.
- Fassati, Tomáš: Hledání inteligentního designu. Průvodce sbírkou a expozicí designu Muzea umění a designu Benešov, 2014, 860 s.
- Fassati, Tomáš: Inteligentní je více než chytrý. Poznáváme inteligentní design a architekturu. České vysoké učení technické, Praha, 2018
- Fassati, Tomáš (ed.): Komfort designu soudobé české hromadné dopravy. VŠUP Praha a Muzeum umění a designu, Benešov, 2012
- Gilbertová, Soňa a Matoušek, Oldřich: Ergonomie, Grada, Praha, 2002, 235 s.
- Hubatová-Vacková, Lada; Pachmanová, Martina; Pečínková, Pavla (eds.): Věci a slova. Umělecký průmysl, užité umění a design v české teorii a kritice 1870-1970. UMPRUM, Praha, 2014, 572 s.
- Hulák, Jiří; Pauly, Jana: Design Pro. Český průmyslový design 1990-2010. Vydal Jindřich Dušek, Praha, 2014
- Jarošová, Helena: Filosofie těla. VŠUP, Praha, 2013
- Jarošová, Helena: Oděv, móda, tvorba. UMPRUM, Praha, 2020, 264 s.
- Karasová, Daniela: Geneze designu nábytku, Arbor vitae, Praha, 2012, 320 s.
- Knapík, Jiří a Franc, Martin: Průvodce kulturním děním a životním stylem v českých zemích 1947-68, Academia, Praha, 2011
- Knobloch, Iva; Vondráček, Radim (eds.): Design v českých zemích 1900-2000. Instituce moderního designu. Academia, Praha a UPM, Praha, 2016, 658 s.
- Kolektiv: Dějiny nábytkového umění 1-4, Argo, Praha, 2001
- Kolektiv: Permakulturní design. Permakultura, Praha, 2018, 202 s.
- Kramerová, Daniela (ed.): Design a transformace. Příběhy českého designu 1990-2020. VŠUP, Praha, 2022. 144 s.
- Kramerová, Daniela (ed.): Retromuseum Cheb, GAVU, Cheb, 2016, 300 s.
- Kramerová, Daniela a Skálová, Vanda (eds.): Bruselský sen, Arbor vitae, Praha, 2008
- Kula, Daniel; Ternaux, Elodie: Materiology. Happy Materials, Praha, 2012
- Macek, Jiří; Zielinská, Jana: Katalog k výstavě Avant-Grade, Brno - Praha, 2018
- Michl, Jan: Funkcionalismus, design, škola, trh, Barrister & Principal, 2012
- Pachmanová, Martina (ed.): Design: Aktualita, nebo věčnost?, Vysoká škola uměleckoprůmyslová, Praha, 2005
- Pauly, Jana a Hulák, Jiří: Technika v domácnosti, Národní technické muzeum, Praha, 2014
- Přidalová, Kateřina: Co je vlastně design? UMPRUM, Praha, 2021
- Schleger, Eduard a kol.: Zdraví a krása, Fakulta architektury, ČVUT, Praha, 2005
- Solpera, Jan: Klasifikace typografických písem latinkových, VŠUP, Praha, 2019
- Šikl, Radovan: Zrakové vnímání, Grada, Praha, 2012, 312 s.
- Zadražilová, Lucie: Když se utopie stane skutečností. Panelová sídliště v Československu 1953-89, Arbor Vitae, Praha, 2013
- Zikmund-Lender, Ladislav (ed.): Design / nábytek / interiéry. UPM, Praha, 2014
- Žižková, Lenka; Fišer, Jan; Koudelková, Dagmar; spolupráce Bruthansová, Tereza: Český interiér a nábytkový design 1989 – 1999, Praha, Prostor – architektura, interiér, design, o. p. s., 2000

## Média specializovaná na design (výběr)
- Webové stránky | Design Cabinet CZ. www.designcabinet.cz [online]. [cit. 2023-02-01]. Dostupné online.
- Czechdesign, web zaměřený na obecné informace o umění designu. https://www.czechdesign.cz
- Font. Digitální a tištěný magazín o grafickém designu.
- Design 4.0 – Mezičas, občasník vytvářející prostor pro texty o teorii, historii, sbírkách a pedagogice designu. Souvisí s činností Institutu inteligentního designu.. www.designcabinet.cz [online]. [cit. 2023-02-01]. Dostupné online.
- Design Cabinet CZ, web zaměřený na informování laické a odborné veřejnosti o dění v designu (výstavy, soutěže, semináře, festivaly, projekty), designu v souvislostech, historii designu a osobností, ergonomii aj. Spravuje adresář designérů, studií, firem).  Editor Lenka Žižková.
- Design Mag. O designu v ČR. Založil a vede Ondřej Krynek.
- Design portál. Web o designu. Najdete zde články o designu, profily designerů, studií a také nabídky zaměstnání.
- Magazín 519. Tištěný a digitální magazín firmy EGOÉ, Bílovice. www.egoe-plus.eu [online]. [cit. 2023-02-01]. Dostupné online.
- Material Times. Tištěný (do roku 2019) a digitální magazín firmy Happy Materials. Věnuje se vztahům designu a materiálů.
- Studentskydesign.cz edituje Lenka Žižková.
- Typo. Tištěný časopis o grafickém designu (do roku 2016)
- Zlín University Design. Časopis UTB Zlín. [online]. [cit. 2023-02-01]. Dostupné online.

## Audiovize zaměřená na design (příklady)
- Přílučník, David: Design antropocénu, TV Artyčok, AVU, Praha, 2022. artycok.tv [online]. [cit. 2023-02-01]. Dostupné online. (anglicky)
- Vronský, Martin: Nový pražský mobiliář, TV Artyčok, Praha, 2018. artycok.tv [online]. [cit. 2023-02-01]. Dostupné online. (anglicky)
- Magazín Styl. 56 dílů. Design centrum ČR a Česká televize, Brno, 2006
- Ikony českého designu, Česká televize, Brno, 2006
- Český porcelán, Česká televize, Brno, 2006
- Time for design (UMPRUM), Česká televize, Praha, 2014
- 3x20. Osobnosti ateliérů UMPRUM, Česká televize, Praha, 2013-14
- Ceny Czech Grand Design, Česká televize, Praha, 2007-2023